# Cloudinary
Cloudinary — технологическая компания со штаб-квартирой в Санта-Кларе, штат Калифорния, с офисами в Израиле, Англии, Польше и Сингапуре. Компания предоставляет облачные услуги по управлению изображениями и видео. Она позволяет пользователям загружать, хранить, управлять, манипулировать и доставлять изображения и видео для веб-сайтов и приложений. Cloudinary используется 1 миллионом разработчиков веб-приложений и мобильных приложений в более чем 8000 компаний, включая Condé Nast, Dropbox, Forbes, Outbrain, Taboola и Answers.com. Журнал Inc. назвал Cloudinary «золотым стандартом» управления изображениями в Интернете.

## История
Cloudinary была основана в 2011 году в Израиле Итаем Лаханом (генеральный директор), Талем Лев-Ами (технический директор) и Надавом Соферманом (директор по продукту). Первоначально Cloudinary создала прибыльный сервис SaaS без венчурного финансирования. В 2015 году компания получила стратегическую инвестицию от Bessemer Venture Partners (BVP), которая стала сотой инвестицией BVP в облачные компании.
В 2014 году Cloudinary анонсировала полностью интегрированные надстройки для обработки изображений, использующие технологии Imagga, URL2PNG, Aspose, WebPurify и других. В 2015 году Cloudinary открыла штаб-квартиру в США в Пало-Альто, штат Калифорния, и добавила к своим услугам управление видео. В 2019 году компания переехала в Санта-Клару, штат Калифорния, и запустила инструменты для быстрой адаптации изображений на сайтах под конкретные устройства. Cloudinary вошла в список Forbes The Cloud 100 Rising Stars 2019.
7 апреля 2020 года Cloudinary выпустила обновленный подключаемый модуль WordPress для упрощенной обработки изображений и видео и объявила о своем назначении в качестве VIP-партнера платформы WordPress, избранной группы партнеров, оцениваемых на предмет согласованности, защиты, простоты использования и размера.